# Etóxido de hierro (III)
El etóxido de hierro (III) es un alcóxido conformado por un catión de hierro trivalente y 3 aniones etóxido. Esta sal orgánica es inestable expuesta al aire, ya que es muy sensible a la húmedad, de modo que se almacena bajo una atmósfera inerte de gases nobles.

## Producción
El etanolato de hierro(III) se puede preparar mediante la reacción de cloruro de etóxido de hierro(III) y acetato de etilo, siendo el cloruro de etóxido de hierro(III) el reactivo limitante. La reacción se lleva a cabo en un medio básico a una temperatura de 70 °C.
Otra reacción en medio básico donde aparece como subproducto, es la reacción de cloruro de hierro (III) con etanol y amoníaco.
{\displaystyle {\ce {2FeCl3{_{(s)}}+6C2H5OH{_{(l)}}+6NH3{_{(g)}}->2Fe(C2H5O)3{_{(s)}}+6NH4Cl{_{(s)}}}}}
1. ↑  Número CAS
2. ↑  «41863 Iron(III) ethoxide, 99.6% (metals basis)». Alfa Aesar (en inglés). Consultado el 25 de abril de 2023.
3. ↑  Iron(III) ethoxide SDS (PDF) Thermo Fisher Scientific

Consultado 25 Abril 2023
4. ↑  «Buy Iron(3+) ethanolate - 5058-42-4 | BenchChem». www.benchchem.com. Consultado el 25 de abril de 2023.

- Datos: Q83071405